# Insulinoterapia
Insulinoterapia – określenie oznaczające stosowanie insuliny w leczeniu (terapii) cukrzycy.

## Kryteria rozpoczęcia insulinoterapii

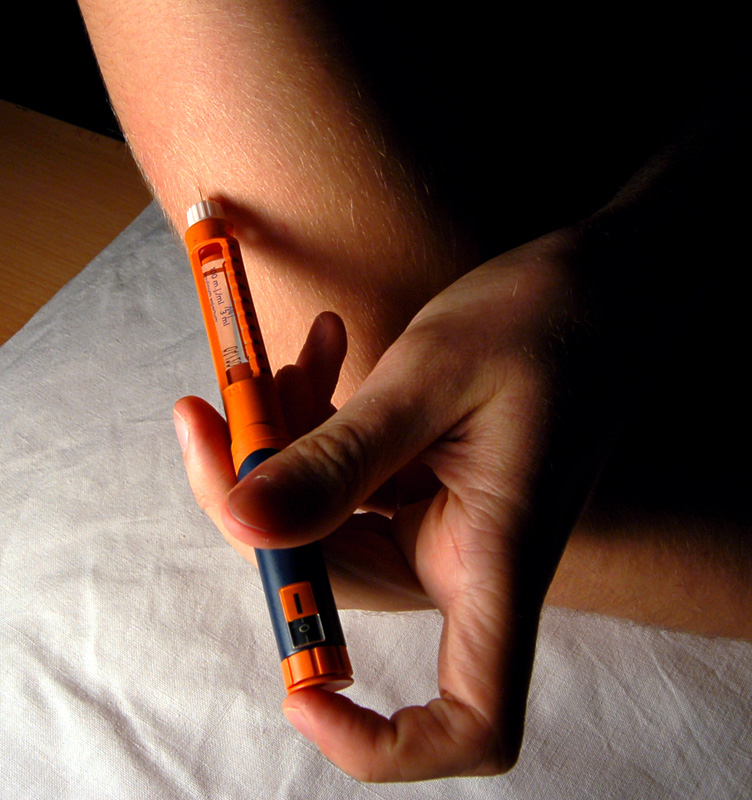
Iniekcja insuliny za pomocą pena

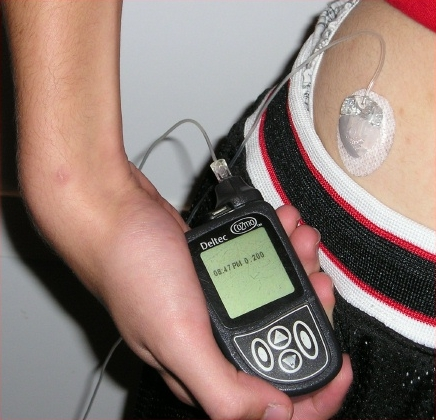
Pompa insulinowa

- niedawno rozpoznana cukrzyca z glikemią około 300 mg% (16,7 mmol/l) z współistniejącymi objawami klinicznymi cukrzycy,
- cukrzyca długotrwała,
- ciąża,
- zawał mięśnia sercowego (terapia przynajmniej przez 3 miesiące od momentu wystąpienia zawału),
- cukrzyca typu LADA (ang. latent autoimmune diabetes in adults),
- stężenie HbA1C (hemoglobina glikowana) powyżej 7%,
- uzasadnione życzenie pacjenta.

## Wskazania do czasowej insulinoterapii
- dekompensacja cukrzycy (uraz, infekcja, kortykoterapia),
- zabieg chirurgiczny,
- udar mózgu,
- zabieg przezskórnej wewnątrznaczyniowej angioplastyki wieńcowej (PTCA).

## Rodzaje insulinoterapii

### Insulinoterapia konwencjonalna
Leczenie insuliną polegające na jedno- lub częściej dwukrotnym wstrzyknięciu insuliny w ciągu doby. Stosuje się insulinę o przedłużonym okresie działania, podając ją 1 raz w godzinach wieczornych lub rannych (2/3 dobowej dawki) i wieczornych (1/3 dawki).
Ten sposób insulinoterapii wymaga zachowania stałych godzin spożywania posiłków, ale pomimo tego i tak nie zapobiega poposiłkowym wzrostom stężenia glukozy. Może być stosowany u osób starszych i osób o zapotrzebowaniu dobowym na insulinę poniżej 40 jednostek.

### Insulinoterapia intensywna
Polega na wielokrotnym stosowaniu wstrzyknięć podskórnych insuliny lub analogów insuliny celem zapewnienia występowania jak najczęściej prawidłowych wartości glikemii (tzw. normoglikemia) lub prawie prawidłowych jej wartości (okołonormoglikemia).
Schemat tej insulinoterapii wygląda następująco:
- insulina podstawowa (tzw. basal, do zapewnienia podstawowego zapotrzebowania na insulinę) – insulina o przedłużonym działaniu, podawana w godzinach wieczornych, zwykle w ilości 25–40% dobowego zapotrzebowania na insulinę;
- insulina o krótkim okresie działania (lub analog insuliny) podawana przed głównymi posiłkami w ilościach dziennego zapotrzebowania:
  - 20–30% przed śniadaniem,
  - 15–20% przed obiadem,
  - 20–25% przed kolacją.

### Insulinoterapia funkcjonalna
To elastyczny schemat podawania insuliny, najlepiej analogów insuliny, uzależniony od wyników wielokrotnych oznaczeń poziomu glukozy we krwi w ciągu dnia, planowanego w tym dniu rodzaju posiłku i poziomu aktywności.
Wymaga bardzo znacznego zaangażowania chorego w proces leczniczy, ale dzięki temu sposobowi leczenia najrzadziej dochodzi do rozwoju powikłań cukrzycy. Pewną formą tego sposobu insulinoterapii jest stosowanie pompy insulinowej.

## Insulinoterapia inhalacyjna
Przykład leku wycofanego: po trzech latach stosowania Exubery, inhalacyjnego analogu insuliny, został on wycofany (2007) wskutek zwiększonej zapadalności na nowotwory oskrzeli i płuc u palaczy i byłych palaczy, względem grupy kontrolnej palaczy i byłych palaczy, którzy nie brali Exubery. Pfizer stracił na Exuberze łącznie 800 mln dolarów.
W lutym 2006 amerykańska Agencja Żywności i Leków dopuściła do obrotu preparat insuliny wziewnej pod nazwą Exubera, co zostało poprzedzone 20-miesięcznym badaniem klinicznym, którym objęto ponad 2500 pacjentów. W chwili obecnej została zaaprobowana w leczeniu zarówno cukrzycy typu 1, jak i 2. Podobną aprobatę wydała Komisja Europejska 26 stycznia 2006.
Zaleca się jej stosowanie 10 minut przed posiłkiem. Dostępne dawki zawierają 1, 2, 3 jednostki insuliny. Pamiętać należy, że trzykrotne przyjęcie dawki 1 jednostki wiąże się z 30%–40% większą depozycją insuliny niż jednokrotne przyjęcie dawki trzech jednostek.
Opisywane działania niepożądane przy stosowaniu leku: hipoglikemia, kaszel, duszność, ból gardła, uczucie suchości w ustach.
Przeciwwskazania: choroba płuc, taka jak POChP, astma oskrzelowa, palenie papierosów w okresie 6 miesięcy przed wprowadzeniem leku, uprzednie epizody hipoglikemii.
Insulina inhalacyjna może być stosowana w monoterapii, jak również w skojarzeniu z innymi lekami przeciwcukrzycowymi.
Aktualne dopuszczenie preparatu Exubera do obrotu zobowiązuje również producenta (Pfizer) do przeprowadzenia długoterminowych badań bezpieczeństwa stosowania leku.
Na podstawie: Zalecenia kliniczne dotyczące postępowania u chorych na cukrzycę Polskiego Towarzystwa Diabetologicznego.

Przeczytaj ostrzeżenie dotyczące informacji medycznych i pokrewnych zamieszczonych w Wikipedii.